# Kepler-447
Kepler-447 (KOI-1800) é uma estrela na constelação de Draco. Tem uma magnitude aparente visual de 12,62 e está a uma distância de aproximadamente 880 anos-luz (270 parsecs) da Terra, determinada com precisão por medições de paralaxe pela sonda Gaia.
Kepler-447 é uma anã amarela de tipo espectral G8V, sendo similar ao Sol porém um pouco menor, menos luminosa e mais fria. Possui um planeta extrassolar Júpiter quente em uma órbita de 7,8 dias, detectado a partir de seu trânsito observado pela sonda espacial Kepler, e confirmado pelo método da velocidade radial. O sistema é notável por apresentar um trânsito parcial, com um máximo de apenas 20% do disco do planeta ocultando a estrela durante o trânsito.

## Características
Kepler-447 é uma estrela de classe G da sequência principal (anã amarela) com um tipo espectral de G8V, sendo similar ao Sol porém um pouco menor, menos luminosa e mais fria. Estima-se que tenha uma massa de 98% da massa solar, um raio de 91% do raio solar e uma idade entre 700 milhões e 5 bilhões de anos. Esta estrela está brilhando com 63% da luminosidade solar e apresenta uma temperatura efetiva de 5 610 K. Possui uma alta metalicidade, com uma abundância de ferro de 117% da solar, e uma rápida velocidade de rotação projetada de 6,9 km/s.
A curva de luz de Kepler-447 obtida pela sonda Kepler mostra grande variabilidade de 4% no brilho da estrela, associada a manchas estelares na superfície que entram e saem da linha de visão ao longo da rotação da estrela. Essas variações permitiram a determinação do período de rotação de Kepler-447, de 6,5 dias, e significam que a estrela possui um alto nível de atividade. Um alto nível de atividade estelar normalmente é associado a uma baixa idade. Modelos de evolução estelar estimam para Kepler-447 uma idade mais provável entre 700 milhões e 5 bilhões de anos, enquanto o alto conteúdo de lítio da estrela implica uma idade de menos de 650 milhões de anos.

## Sistema planetário

### Descoberta
Esta estrela esteve no campo de visão da missão original da sonda espacial Kepler, que coletou a cada 29,4 minutos medições fotométricas precisas da estrela em 13 dos 17 trimestres de operação. A curva de luz obtida mostra, além de grandes variações por atividade estelar, quedas de 0,3% no brilho da estrela com duração de apenas 1,13 horas, se repetindo periodicamente a cada 7,79 dias, que poderiam ser causados pelo trânsito de um planeta em órbita. Em 2013, a estrela foi incluída na quarta de lista de candidatos planetários observados pela Kepler, recebendo a designação KOI-1800.
As quedas no brilho da estrela têm um formato em 'V' (ao contrário dos trânsitos planetários normais que têm formato em 'U'), o que normalmente é associado a um falso positivo causado por uma binária eclipsante de fundo, mas observações visuais mostraram que a estrela quase certamente não possui companheiras visuais próximas que poderiam contaminar sua curva de luz. A existência de um planeta transitando a estrela foi confirmada por observações pelo espectrógrafo CAFE, no Observatório de Calar Alto, que mostraram variações na velocidade radial da estrela com o mesmo período que as diminuições de brilho. A explicação para a curta duração e para o formato em 'V' dos trânsitos é que o sistema apresenta trânsitos parciais apenas, em que apenas parte do planeta passa na frente da estrela. O modelamento do trânsito mostra que no meio do trânsito, apenas cerca de 20% do disco oculta a estrela, com um parâmetro de impacto de 1,076+0,112
−0,086. Com a confirmação da existência do planeta, o sistema passou a ser chamado Kepler-447, e a descoberta foi publicada em maio de 2015 no jornal Astronomy & Astrophysics.

### Características
O modelamento conjunto da curva de luz de trânsito e dos dados de velocidade radial mostraram que o planeta, denominado Kepler-447b, é um Júpiter quente com aproximadamente 1,4 vezes a massa de Júpiter e um grande tamanho de 1,7 vezes o raio de Júpiter, resultando em uma densidade média de 0,40+0,94
−0,32 g/cm3. O raio e a densidade possuem altas incertezas devido à curta duração e ao formato do trânsito, que impedem a determinação precisa das dimensões relativas do sistema. A órbita do planeta tem um período de 7,79 dias e um semieixo maior de 0,077 UA. Sua excentricidade é de aproximadamente 0,12, um valor alto para um planeta tão próximo de sua estrela, o que ser causado por perturbações por um terceiro corpo no sistema. A excentricidade orbital pode ser a causa do grande tamanho e de baixa densidade do planeta, pelo mecanismo de aquecimento de maré.
A configuração de trânsitos parciais do sistema significa que é mais fácil a detecção de variações na forma do trânsito, que poderiam ser causados por fenômenos como corpos adicionais no sistema, pulsações estelares, forma não esférica do planeta, ou ocultação de manchas estelares. Esses cenários poderiam ser detectados por observações fotométricas futuras, com instrumentos de alta precisão e curta cadência.
| Planeta | Massa              | Raio               | Densidade (g/cm3) | Semieixo maior (UA)   | Período orbital (dias)  | Excentricidade     | Inclinação        |
| ------- | ------------------ | ------------------ | ----------------- | --------------------- | ----------------------- | ------------------ | ----------------- |
| b       | 1,37+0,48 −0,46 MJ | 1,65+0,59 −0,56 RJ | 0,40+0,94 −0,32   | 0,0769+0,0062 −0,0079 | 7,79430132 ± 0,00000182 | 0,123+0,037 −0,036 | 86,55+0,24 −0,32° |